# Omobranchus steinitzi
Omobranchus steinitzi is een straalvinnige vissensoort uit de familie van naakte slijmvissen (Blenniidae). De wetenschappelijke naam van de soort is voor het eerst geldig gepubliceerd in 1975 door Springer & Gomon.